# La Chapelle-Agnon
La Chapelle-Agnon är en kommun i departementet Puy-de-Dôme i regionen Auvergne-Rhône-Alpes i centrala Frankrike. Kommunen ligger i kantonen Cunlhat som tillhör arrondissementet Ambert. År 2022 hade La Chapelle-Agnon 351 invånare.

## Befolkningsutveckling
Antalet invånare i kommunen La Chapelle-Agnon
| Referens: INSEE |